# Albin Röjd
Karl Albin Röjd, född 11 mars 1913 i Skogs församling, Gävleborgs län, död 21 november 1981 i Färila församling, Gävleborgs län, var en svensk präst.
Röjd, som var son till sågverksarbetare Olof Röjd och Klara Hedberg, blev efter studentexamen i Uppsala 1938 teologie kandidat 1942. Han innehade olika förordnanden 1942–1946, blev kyrkoadjunkt i Kårböle församling 1946, komminister i Färila församling 1949, kyrkoherde där 1955 och kontraktsprost i Ljusnans kontrakt 1967. Han blev ordförande i Röda Korset-avdelningen 1950 och tilldelades Svenska Röda Korsets silvermedalj. Han skrev även en text till Gammal fäbodpsalm från Färila (utgiven i sättning för orgel av Ronney Magnusson 1980). 